# Спортивная генетика
Спорти́вная гене́тика — направление генетики, изучающее геном человека в аспекте двигательной (в частности — спортивной) деятельности. Впервые термин «генетика двигательной деятельности» (Genetics of Fitness and Physical Performance) был предложен Клодом Бушаром в 1983 году. Тогда он опубликовал два обзора в одном номере журнала «Exercise and Sport Science reviews» [Bouchard, 1983a, b], где представил обобщающие факты, во-первых, об индивидуальных различиях в ответ на физические нагрузки, во-вторых, о наследуемости многих физических, физиологических и биохимических качествах, вовлеченных в процесс физической активности.
Генетика двигательной деятельности включает в себя спортивную генетику и некоторые аспекты антропогенетики и медицинской генетики. Кроме того, в арсенале генетики двигательной деятельности имеются самые различные методы: молекулярные (выявление полиморфизмов генов с помощью полимеразной цепной реакции (ПЦР), QTL-картирование, биочиповая технология), цитогенетические (изучение структуры хромосомного набора и отдельных хромосом), молекулярно-цитогенетические (метод флюоресцентной гибридизации in situ (FISH)), генеалогические, и, наконец, биохимические.
Следует отметить, что ещё в 1980 году произошло официальное становление спортивной генетики как отрасли знания в области антропогенетики и генетики развития. На олимпийском научном конгрессе «Спорт в современном обществе» в Тбилиси было провозглашено создание «Международного научного общества (и соответственно — общества в нашей стране) по спортивной генетике и соматологии». Однако эта новая научная отрасль знания ещё не оформилась как учебная дисциплина. Спортивная генетика не вошла равноправным разделом в учебные планы институтов и академий физической культуры, факультетов физвоспитания педагогических институтов. В учебниках и руководствах для спортсменов и тренеров (за небольшим исключением) все ещё отсутствуют генетические сведения.
Развитие генетики двигательной деятельности можно поделить на два главных периода: догеномный и геномный.

## Генетика двигательной деятельности до расшифровки структурыгеномачеловека
Ещё до начала осуществления международного проекта «Геном человека» было известно, что многие качества человека, такие, как телосложение, сила, быстрота, выносливость, свойства нервной системы и так далее, генетически детерминированы и передаются по наследству. В тот период, знания о наследуемости признаков получали на основе методов наблюдения и близнецовых методов. Так, например, было установлено, что в 50 % случаев дети выдающихся спортсменов имеют выраженные спортивные способности и в 70 % случаев если оба родителя являлись спортсменами. Кроме того, был обнаружен этнический характер наследования выдающихся физических способностей: в спринте все ещё нет равных американским неграм, а в беге на средние и длинные дистанции — кенийцам и эфиопам. В связи с последним фактом в Университете Глазго (Глазго, Шотландия) был создан Центр по изучению феномена кенийских и эфиопских бегунов.
Более наглядно наследуемость физических качеств была показана с помощью близнецовых методов. Для этого были использованы данные по различным признакам в больших выборках монозиготных и дизиготных близнецов. В результате были выявлены коэффициенты наследуемости для каждого из этих признаков. Следует иметь в виду, что коэффициенты наследуемости могут варьировать в различных популяциях.
Говоря о наследуемости признаков, необходимо принимать во внимание, что развитие и проявление физических качеств человека зависит в различном соотношении, как от генетических, так и средовых факторов. Чем больше генетические факторы влияют на те или иные физические качества (высокая степень наследуемости), тем менее эти качества тренируемы, и наоборот. В связи с этим на раннем этапе спортивной специализации актуальным является выявление у детей генетической предрасположенности к тем видам спорта, успех в которых будет зависеть, прежде всего, от качеств с высокой степенью наследуемости (взрывная сила, быстрота, гибкость и др.).

## Генетика двигательной деятельности после расшифровки структуры генома человека
В конце 80-х годов с активным внедрением методов картирования генов, а также в рамках проекта «Геном человека» начали появляться данные о генах, ассоциированных с проявлением и развитием физических качеств человека. В 1995 году американский (до этого работавший в Канаде) учёный Клод Бушар начал грандиозный международный проект «HERITAGE» (сокращение от слов HEalth, RIsk Factors, Exercise Training And GEnetics), в котором участвовало несколько исследовательских центров, и изучалась связь между генотипическими и фенотипическими данными у свыше 800 человек после нескольких недель различных физических нагрузок.
Бушар и его коллеги вели поиск полиморфных локусов, ассоциированных с двигательной деятельностью человека в двух направлениях. Одно из них предполагало сканирование всего генома с помощью набора генетических маркеров с известной хромосомной локализацией на предмет ассоциаций определённых локусов с различными количественными признаками. В дальнейшем предполагалось прицельное секвенирование (определение нуклеотидной последовательности) участков, расположенных вокруг найденных локусов и выявление в них полиморфизмов, сцепленных с известными генетическими маркерами. Данный метод, именуемый как QTL-картирование (картирование локусов количественных признаков (Quantitative Trait Loci)), достаточно трудоемок и должен применяться в отношении близких родственников (например, монозиготных и дизиготных близнецов).
Несмотря на высокую эффективность метода QTL-картирования, все же самым распространённым методом по обнаружению информативных полиморфных локусов считается анализ ассоциаций полиморфизмов генов-кандидатов с различными физическими качествами человека. Поиск полиморфных генов-кандидатов и их использование в изучении генетической предрасположенности к выполнению различных физических нагрузок основан на знании молекулярных механизмов мышечной или любой другой деятельности и предположении, что полиморфизм данного гена может повлиять на уровень метаболических процессов в организме.
Прогресс в понимании наследуемости физических качеств человека в результате исследований HERITAGE был значительным. К. Бушар и его коллеги публиковали сотни работ в различных физиологических и генетических журналах, а резюмировали все достижения в этой области в нескольких выпусках журнала Medicine & Science in Sports and Exercise в виде генетической карты двигательной деятельности человека (2000—2009).
Все же, с точки зрения популярности, самым успешным в области генетики двигательной деятельности человека можно назвать молодого британского ученого Хью Монтгомери. В 1998 году ему удалось опубликоваться в самом престижном журнале Nature, что гарантировало пристальное внимание всей научной, и вообще, мировой общественности [Montgomery, 1998]. В заголовках мировых информационных изданий значилось открытие «гена спорта», исследовав который можно было выявить у любого желающего предрасположенность к тому или иному виду спорта. Ген, о котором идёт речь, носит название «ген ангиотензин-конвертирующего фермента» (ACE).
Ранее Х. Монтгомери и соавторы уже публиковали данные об инсерционно-делеционном полиморфизме этого гена, и его связи с ростом миокарда у армейских рекрутов при занятиях физическими упражнениями [Montgomery, 1997]. Выводы Х. Монтгомери состояли в следующем: носительство мутантного варианта гена ACE (носительство аллеля D) благоприятствует проявлению скоростно-силовых качеств и в то же время повышает риск развития чрезмерной гипертрофии миокарда; с другой стороны, нормальный аллель I даёт преимущество во время пребывания в условиях высокогорья и в видах спорта на выносливость.
Кроме гена ACE, позже были обнаружены и другие значимые гены, полиморфизмы которых ассоциируются с предрасположенностью к занятиям спортом, такие как ген альфа-актинина-3 (ACTN3), ген АМФ-дезаминазы (AMPD1), ген альфа-рецептора, активируемого пролифераторами пероксисом (PPARA), ген 1-альфа-коактиватора гамма-рецептора, активируемого пролифераторами пероксисом (PPARGC1A) и ген фактора роста эндотелия сосудов (VEGFA). К концу 2020 года обнаружено 220 генетических маркеров, ассоциированных со спортивной деятельностью и свыше 5000 генетических маркеров, имеющих отношение к физической активности / спорту (например, рост, жизненная емкость легких, гематологические показатели, мышечная масса и др.) Ahmetov et al. 2022.

## Роль отечественных школ в развитии спортивной генетики
Ещё задолго до официального становления спортивной генетики, на базе ВНИИФК в 1972 году возникла Лаборатория спортивной антропологии (впоследствии названная «Лаборатория спортивной антропологии, морфологии и генетики») по инициативе Э. Г. Мартиросова, который и возглавлял её в течение последующих 20 лет. Он основал направление и создал школу спортивной антропологии. Основные направления исследований лаборатории традиционно были связаны с разработкой медико-биологических критериев и методов диагностики одарённости в системе отбора и подготовки перспективных спортсменов.
В целом в стране развивалась генетика двигательной деятельности без использования молекулярных методов, а генетическими маркерами предрасположенности к двигательной деятельности считались группы крови, тип телосложения, состав мышечных волокон, тип сенсомоторных реакций и другие фенотипические признаки [Никитюк, 1978; Москатова, 1992; Сергиенко; 1990]. Наследуемость физических качеств также активно изучалась с использованием близнецовых методов [Шварц, 1991].
Совершенно новой эпохой в российской истории генетики двигательной деятельности можно считать конец 90-х годов, когда возникла возможность применения молекулярно-генетических методов в выявлении генетической предрасположенности к выполнению физических нагрузок различной продолжительности и направленности. В 1999 году петербургские учёные из Института цитологии РАН (обеспечение лабораторной деятельности) и СПб НИИ физической культуры (обеспечение исследуемыми выборками) приступили к совместным исследованиям по выявлению ассоциации полиморфизма гена ACE с физической работоспособностью у высококвалифицированных спортсменов.
В 2001 году в секторе биохимии спорта СПбНИИФК под руководством проф. В. А. Рогозкина была организована первая в России специализированная лаборатория спортивной генетики, использующая молекулярные методы, а в 2003 году произошло официальное формирование группы спортивной генетики. Качественно новый скачок в развитии спортивная генетика получила после начала использования полногеномных технологий (GWAS) на базе Федерального научно-клинического центра физико-химической медицины ФМБА России (2014 год). В России спортивной генетикой также занимаются в Казанском медицинском университете, Уральском университете физической культуры и ряде других организаций.